# Důl Neumann
Důl Neuman byl černouhelný důl v Polské (Slezské) Ostravě jihovýchodně od údolí Burňa.

## Historie

### Kutací práce
Jihovýchodně od údolí Burňa prováděl kutací práce Franz Jozeph hrabě Wilczek (1748–1834), byla zde založena v roce 1841 vrchnostenská kutací jáma Adámek. Na základě nálezu uhelné sloje obdržel 25. dubna 1842 propůjčku na důlní míru s názvem Adámek. Jáma byla dohloubena a následně probita do Jaklovecké dědičné štoly.

### Důl Neumann
V roce 1848 založil na místě kutací jámy mělký důl Stanislav Wilczek (1792-1847). Jáma byla upravena na víceúčelový mělký důl s těžbou pomocí rumpálu s názvem Neumann. V roce 1851 byla jáma přebudována na hlubinný důl. V rámci modernizace byl na jámě instalován parní stroj s ležatým válcem o výkonu 40 HP. Parní stroj sloužil pro těžbu uhlí a pro čerpání důlní vody. V roce 1874 byla těžba v dole Neumann ukončena, důlní pole bylo připojeno k důlnímu poli dolu Trojice. Parní stroj byl demontován a jáma soužila jako větrní pro důl Trojice až do roku 1884, kdy byla zlikvidována. Těžba uhlí probíhala v letech 1848–1874. Dobývány byly sloje jakloveckých vrstev ostravského souvrství.

### Údaje o dolu Neumann
dle
| Název   | Druh jámy             | Založení | Hloubka jámy [m] | Těžba     | Vytěženo                | Likvidace | Dobývací pole [ha] | Poznámka        |
| ------- | --------------------- | -------- | ---------------- | --------- | ----------------------- | --------- | ------------------ | --------------- |
| Neumann | kutací, těžní, větrní | 1839     | 134              | 1848–1874 | nevykazována samostatně | 1884      | 4,5                | 1 jáma, 2 patra |